# Léonide Massine
Léonide Massine   (Moscou, 9 d'agost de 1896 - Borken i Colònia, 15 de març de 1979) fou un ballarí i coreògraf rus. És considerat una de les figures més importants de la dansa del segle xx.
Es va formar en interpretació i dansa en l'escola imperial de Moscou. El 1913 va ingressar en els Ballets Russos de Serge Diaghilev fins al 1920, on participà com a coreógraf. El 1914 va debutar a París a La Légende de Joseph. Diaghilev el va formar artísticament i va fomentar el seu talent coreogràfic. El 1915 va fer el seu primer treball com a coreògraf, Le Soleil de nuit. A partir de 1920 va treballar a La Scala, de Milà, amb Ida Rubinstein. El 1917 va actuar a Barcelona amb la companyia de Diaghilev on va estrenar la temporada al Liceu el 23 de juny i va ser retratat per Pablo Picasso vestit d'arlequí (Arlequí). Entre 1932 i 1937 fou coreògraf dels Ballets de Montecarlo. Es va traslladar als Estats Units el 1949 i va fundar la companyia Highlights Ballet.